# Labourdonnaisia
Labourdonnaisia es un género con 14 especies de plantas de la familia de las sapotáceas.

## Especies seleccionadas
- Labourdonnaisia albescens
- Labourdonnaisia costata
- Labourdonnaisia discolor
- Labourdonnaisia glauca
- Labourdonnaisia hexandra
- Labourdonnaisia lecomtei
- Labourdonnaisia madagascariensis
- Labourdonnaisia revoluta
- Labourdonnaisia richardiana
- Labourdonnaisia sarcophleia
- Labourdonnaisia sericea
- Labourdonnaisia thouarsii